# أي-91 (سلاح)
A-91 هو بندقية اقتحامروسية من نوع bullpup وتمتلك ماسورة من عيار 40 مليمتر مستقيمة. ويطلق رصاصات من نوع 7,62x39 mm M43 والتي تستخدم من طرف وزارة الشؤون الداخلية (روسيا) ورصاصات من نوع 5.56x45مم ناتو 

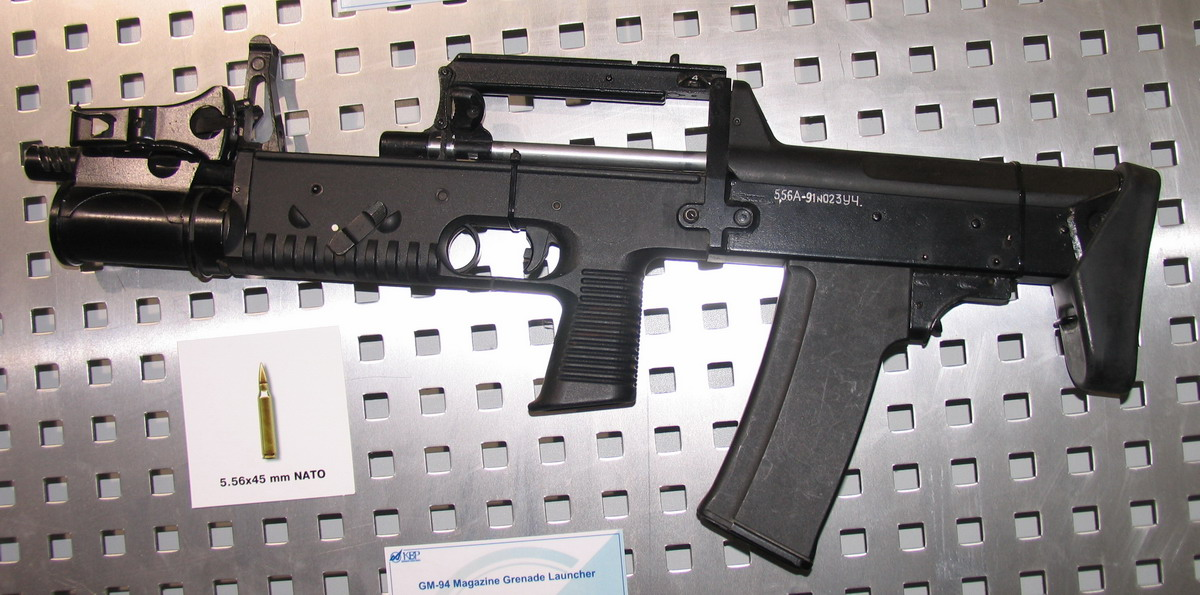
A-91

## مكونات السلاح
- المصنع :  KBP، تولا (روسيا)
- آلية العمل:الاستعانة بالغاز،محدد الرماية
- الطول :66 سنتيمتر
- وزن البندقية فارغة :3.97 كيلوغرام
- التحميل: 30 علبة رصاص
- عدد الرصاصات في الدقيقة :600-800 رصاصة[2]